# イギリス・ロマン派学会
イギリス・ロマン派学会（イギリス・ロマンはがっかい、英文名 Japan Association of English Romanticism）は、イギリス・ロマン主義文学を研究する学会。
事務局を東京都八王子市東中野742-1中央大学商学部笹川研究室および東京都文京区本郷4-1-14音羽書房鶴見書店内に置いている。

## 事業
- 全国大会・研究会・講演会の開催、機関誌その他刊行物の発行、 日本国内外各種研究団体との交流など[1]

## 機関誌
- 『イギリス・ロマン派研究』